# Delen voor een klarinetconcert
Delen voor een klarinetconcert is een compositie van Colin Matthews, althans de titel is van Matthews. Benjamin Britten liet een onvoltooid klarinetconcert na. Britten begon in 1942 aan een Molto Allegro maar kreeg dat deel niet af; klarinettist Benny Goodman zag dus niets van zijn opdracht terug. In de jaren 90 pakte Matthews het ter hand en maakte dat onvoltooide deel gereed voor uitvoering. Het was echter te kort om door het leven te gaan als een echt klarinetconcert, maar Britten had voor de rest geen materiaal achtergelaten voor dit werk. Matthews begon verder te zoeken in ander materiaal van Britten, dat eveneens niet voltooid en uitgevoerd was. Dat vond hij in de schetsen van Sonate voor orkest uit 1943 en in Mazurka elegaica.
Op 22 mei 2008 ging Delen voor een klarinetconcert in première door het ensemble als genoemd bij discografie.
Het werk bestaat uit drie delen I, II en III genaamd en is geschreven voor:
- soloklarinet
- 2 dwarsfluiten, 2 hobo’s, 1 basklarinet, 2 fagotten
- 4 hoorns, 2 trompetten, 3 trombones
- pauken, 1 man/vrouw percussie voor kleine trom, glockenspiel en bekkens, harp
- violen, altviolen, celli, contrabassen

## Discografie
- Uitgave NMC Recordings: Michael Collins met het Northern Sinfonia o.l.v. Thomas Zehetmair